# Bemisia combreticula
Bemisia combreticula là một loài côn trùng cánh nửa trong họ Aleyrodidae, phân họ Aleyrodinae.
Bemisia combreticula được Bink-Moenen miêu tả khoa học đầu tiên năm 1983.